# Drosophila nodosa
Drosophila nodosa är en tvåvingeart som beskrevs av Oswald Duda 1926. Drosophila nodosa ingår i släktet Drosophila och familjen daggflugor.
Artens utbredningsområde är Sumatra.